# Río Curruhué
Río Curruhué es un curso de agua de la provincia del Neuquén, República Argentina, nace en el Lago Curruhué (dos lagos que comparten el mismo nombre, ubicados dentro del parque nacional Lanín), muy próximo a la cordillera de los Andes, es un afluente del río Chimehuin.
En sus aguas se puede practicar la pesca de lanzamiento con mosca y con señuelos, obteniéndose ejemplares de trucha arcoíris, fontinalis y perca